# Színbezárás
A színbezárás vagy régebben kvarkbezárás jelensége az erős kölcsönhatás alapvető jellemzője. Az erős kölcsönhatás forrása a színtöltés, közvetítője a nyolc gluon, helyi szimmetriája pedig a három színnek megfelelően az SU(3) szimmetria. A gluonok tömege zérus, tehát az erős kölcsönhatás végtelen hatótávolságú, hasonlóan az elektromágneses kölcsönhatáshoz, hiszen a fotonok tömege is egzakt zérus. A valóságban azonban nagyon is véges a hatótávolsága, mintegy 1 femtométer, potenciálja közelítőleg a színes részecskék távolságával egyenesen arányos. Ez annak a következménye, hogy - a fotonnal ellentétben - a gluonok maguk is hordozzák a színt (SU3, nemabeli, nemkommutativ mértékrendszer), a kölcsönhatás forrását, tehát saját magukkal is kölcsönhatnak. Ha tehát két kvarkot megpróbálunk egymástól elválasztani, a terük energiája a távolsággal nő, mert a gluonok egyre több újabb gluont és kvark-antikvark párt keltenek közöttük, a kvarkok pedig hadronokká alakulnak, amíg az összes szín el nem tűnik; ezért nem észlelünk szabad kvarkot, ez a kvarkbezárás jelensége.